# João Modesto
João Modesto, mais conhecido como Modesto (São José do Rio Pardo, 17 de junho de 1939 – São José do Rio Pardo, 30 de abril de 2020) foi um futebolista brasileiro, que atuava como zagueiro.

## Carreira
Modesto nasceu na fazenda Santa Lúcia, no município de São José do Rio Pardo. Aos 11 anos saiu da fazenda e foi morar na cidade. Começou a jogar futebol nas categorias de base do Rio Pardo FC, onde conquistou o bicampeonato amador do estado. Sofreu uma grave lesão no joelho no final de 1957 e ficou um ano parado.
Ao se recuperar, em 1959, foi contratado pelo Barretos, onde se tornou profissional. Ficou no clube até 1963, e seguiu para a Prudentina, clube em que teve grande destaque, sendo considerado a "revelação do interior", e chamou a atenção do Santos, que dominava o futebol brasileiro na época, chegando ao Peixe em abril de 1964.
Modesto atuou pelo Santos entre 1964 e 1967, quando teve um problema de visão e novamente precisou parar por um ano. No Santos foi campeão paulista e brasileiro em 1964, e do Torneio Rio-São Paulo em 1964 e 1966.
Ele voltou à Prudentina por empréstimo em 1967, que caiu para a segunda divisão e nunca mais retornou à elite do futebol paulista.
Em 1968, foi contratado pelo Coritiba, sagrando-se bicampeão paranaense pelo clube. Em 12 novembro de 1969, em partida contra o Corinthians, válida pelo Campeonato Brasileiro, Modesto contestou fortemente um pênalti marcado sobre Rivellino, o que o árbitro Airton Vieira de Moraes considerou uma agressão, gerando uma suspensão de um ano ao zagueiro. Após mais uma decepção, Modesto decidiu encerrar a carreira.
Jogou pela Riopardense e ganhando um bicampeonato estadual amador e a Copa Arizona.
Modesto viveu em sua cidade natal, São José do Rio Pardo. Morreu no dia 30 de abril de 2020, aos 80 anos, devido a um câncer de pulmão.

## Títulos
Santos
- Campeonato Brasileiro: 1964
- Campeonato Paulista: 1964[7]
- Torneio Rio-São Paulo: 1964[15][16] e 1966

Coritiba
- Campeonato Paranaense: 1968[17] e 1969